# Tiberius Sempronius Gracchus (Konsul 215 v. Chr.)
Tiberius Sempronius Gracchus († 212 v. Chr.) war ein Politiker der römischen Republik aus dem Adelsgeschlecht der Sempronier und in den Jahren 215 sowie 213 v. Chr. Konsul.

## Frühe Laufbahn
Tiberius Sempronius Gracchus war der Sohn des gleichnamigen Konsuls von 238 v. Chr. Zum ersten Mal ist er 216 v. Chr. als kurulischer Ädil bezeugt. Nach der für die Römer verheerenden Niederlage in der Schlacht von Cannae gegen Hannibal im gleichen Jahr wählte sich der Diktator Marcus Iunius Pera den Gracchus zu seinem Magister equitum. Nachdem der Diktator die Truppen verlassen hatte, versuchte Gracchus, den belagerten Einwohnern von Casilinum Vorräte zukommen zu lassen, konnte sich aber sonst nicht besonders auszeichnen. Trotzdem hatte seine Beförderung zum Reiteroberst für ihn gute Voraussetzungen zur Erreichung des höchsten Staatsamtes im nächsten Jahr geschaffen.

## Erstes und zweites Konsulat
215 v. Chr. trat Gracchus sein erstes Konsulat an. Sein Amtsgenosse sollte der bereits zweimalige Konsul Lucius Postumius Albinus werden, der aber kurz vor seinem Amtsantritt im Krieg gegen den Stamm der Boier den Tod fand. Daher war eine Nachwahl nötig und unter der Leitung von Gracchus wurde der militärisch erfolgreiche Marcus Claudius Marcellus einstimmig zum Suffektkonsul nominiert. Doch die Auguren hoben die Wahl wegen angeblich ungünstiger Vorzeichen auf, da die Patrizier nicht zwei Plebejer als höchste Staatsbeamte akzeptieren wollten. Bei der Wiederholung der Wahl wurde der in dieser Zeit höchst einflussreiche und dem Augurengremium angehörige Quintus Fabius Maximus Verrucosus, der in seiner Diktatur recht erfolgreich gegen Hannibal aufgetreten war, zum neuen Konsul bestimmt.
In der nun Gracchus unterstehenden Armee dienten viele Unfreie. Er zog von Sinuessa die Küste Kampaniens entlang nach Süden in Richtung Liternum. Die Einwohner von Cumae standen trotz der Erfolge Hannibals weiterhin treu zu Rom und baten Gracchus, in ihre Stadt eine Besatzung zu legen. Der Konsul konnte dann auch eine Attacke Hannibals auf Cumae zurückschlagen. Unweit der Stadt versuchten Unterhändler zwischen Hannibal und dem makedonischen König Philipp V. mit ihren Schiffen zu landen; sie wurden aber von Gracchus abgefangen. Am Ende des Jahres zog Hannibal von Kampanien zur Überwinterung nach Apulien. Gracchus eilte ihm nach und wählte das gut befestigte Luceria zu seinem Platz für die kalte Jahreszeit.
Im nächsten Jahr (214 v. Chr.) blieb Gracchus zunächst auf seinem Posten und erhielt dafür ein verlängertes Imperium. Als der karthagische General Hanno von Bruttium aus mit Verstärkungstruppen nach Samnium zog, sollte Gracchus auf Befehl der diesjährigen Konsuln Fabius Verrucosus und Claudius Marcellus die Vereinigung Hannos mit Hannibal unterbinden. Daher begab sich Gracchus nach Beneventum und konnte in einer nahe dieser Stadt ausgetragenen Schlacht Hanno völlig besiegen, der angeblich mit nur 2000 Mann entkommen konnte. Als Belohnung wurde den am römischen Erfolg maßgeblich beteiligten Sklaven (volones) die Freiheit zugestanden. Gracchus ließ seinen Sieg durch ein Gemälde feiern, das im Libertas-Tempel seines Vaters am Aventin aufgestellt wurde. Er hatte sich durch seinen Erfolg auch die erneute Wahl zum Konsul für das nächste Jahr 213 v. Chr. gesichert. Umgekehrt konnte aber Hanno bald darauf Gracchus in Lukanien schlagen.
Als Gracchus 213 v. Chr. zum zweiten Mal an die Spitze des Staates trat, erhielt er Quintus Fabius Maximus zum Mitkonsul, der ein Sohn seines früheren Konsulatskollegen Fabius Verrucosus war. In Lukanien wurde Gracchus nur in kleinere Kämpfe verwickelt. Nach Ablauf seiner Amtszeit sollte er auf seinem Kriegsschauplatz bleiben und bestimmte daher einen Diktator, der die Wahlen für die Konsuln des Jahres 212 v. Chr. abzuhalten hatte.

## Tod
Die neuen Konsuln erteilten Gracchus den Befehl, mit seiner Kavallerie und leichten Infanterie von Lukanien nach Beneventum zu ziehen. Er geriet dabei aber in einen von seinem bisherigen Gastfreund Flavus gestellten Hinterhalt. Nach Hannibals Einnahme von Tarent war Flavus als Anführer des Bundes lukanischer Stämme von den Römern zu den Karthagern abgefallen und wollte durch Gracchus’ Beseitigung seine Entschlossenheit zum Seitenwechsel beweisen. Eine punische Armee unter dem Kommando Magos des Samniten wartete an einer verabredeten Stelle auf den von Flavus mit falschen Argumenten dorthin geleiteten Gracchus, der trotz heftiger Gegenwehr mit seiner kleinen Eskorte wohl bei den sog. Campi Veteres („Alte Felder“) in Lukanien getötet wurde. Mago sandte seinen Leichnam zu Hannibal, der ihm eine ehrenvolle Feuerbestattung zuteilwerden ließ. Diese Version von Gracchus’ Tod dürfte schon der zuverlässige Historiker Polybios in seinem Geschichtswerk vertreten haben. Sie wird vom Annalisten Titus Livius als ausführlich geschilderte Hauptvariante sowie von weiteren, von Livius unabhängigen Autoren überliefert und von vielen Forschern zumindest im Wesentlichen für richtig gehalten.
Sehr unwahrscheinlich ist eine zweite von Livius wiedergegebene Variante, die völlig vom vorigen Bericht divergiert. Danach sei Gracchus, als er mit wenigen Gefährten im Fluss Calor nahe Beneventum badete, angegriffen und getötet worden; sein abgetrenntes Haupt soll zu Hannibal gesandt und von diesem an die Römern ausgeliefert worden sein, die es feierlich begraben hätten. Die dritte von Livius angeführte Möglichkeit stimmt wahrscheinlich bezüglich des Ortes und des Begräbnisses von Gracchus mit der Hauptvariante überein, führt aber als neuen Aspekt die Verbindung seines Todes mit einem unheilvollen Prodigium ein: Während der üblichen Opferhandlung seien zwei Schlangen erschienen und hätten die Leber des Opfertieres verschlungen; auf den Rat der Auguren habe Gracchus deshalb dieses böse Omen an einem etwas außerhalb seines Lagers gelegenen Platz sühnen wollen, als er dort von Numidiern getötet worden sei. Da der Volkstribun Tiberius Sempronius Gracchus laut der vom römischen Historiker Lucius Coelius Antipater aufgezeichneten Erzählung seines Sohnes Gaius Sempronius Gracchus ein ähnliches Prodigium von seinem Tod erlebt haben soll, dürfte die dritte von Livius berichtete Variante letztlich auf eine Überlieferung der Gracchen zurückgehen. Diese wurde vielleicht von Coelius Antipater mit dem verbreiteten Hauptbericht über den Hinterhalt, den Flavus dem Gracchus stellte, verschmolzen.